# Stagioni degli Arizona Cardinals
Questa è la lista delle stagioni sportive degli Arizona Cardinals nella National Football League che documenta i risultati stagione per stagione dal 1920 ad oggi, compresi i risultati nei play-off.

## Risultati stagione per stagione
| Cronistoriadegli Arizona Cardinals | Cronistoriadegli Arizona Cardinals | Cronistoriadegli Arizona Cardinals | Cronistoriadegli Arizona Cardinals | Cronistoriadegli Arizona Cardinals | Cronistoriadegli Arizona Cardinals | Cronistoriadegli Arizona Cardinals | Cronistoriadegli Arizona Cardinals | Cronistoriadegli Arizona Cardinals | Cronistoriadegli Arizona Cardinals | Cronistoriadegli Arizona Cardinals |                              |
| Stagione di lega                   | Stagione di squadra                | Lega                               | Conference                         | Division                           | Stagione regolare                  | Stagione regolare                  | Stagione regolare                  | Stagione regolare                  | Play-off | Premi individuali |                              |
| Stagione di lega                   | Stagione di squadra                | Lega                               | Conference                         | Division                           | Pos.                               | V                                  | S                                  | P                                  | Play-off | Premi individuali |                              |
| ---------------------------------- | ---------------------------------- | ---------------------------------- | ---------------------------------- | ---------------------------------- | ---------------------------------- | ---------------------------------- | ---------------------------------- | ---------------------------------- | --- | --- | ---------------------------- |
| 1920                               | {{{annof}}}                        | APFA                               |                                    |                                    | 4                                  | 6                                  | 2                                  | 1                                  | non disputati | Inseriti nella APFA con il nome di Chicago Cardinals                                                                                            |                              |
| 1921                               | {{{annof}}}                        | APFA                               |                                    |                                    | 9                                  | 3                                  | 3                                  | 2                                  | non disputati | |                              |
| 1922                               | {{{annof}}}                        | NFL                                |                                    |                                    | 3                                  | 8                                  | 3                                  | 0                                  | non disputati | Inseriti nella NFL |                              |
| 1923                               | {{{annof}}}                        | NFL                                |                                    |                                    | 6                                  | 8                                  | 4                                  | 0                                  | non disputati | |                              |
| 1924                               | {{{annof}}}                        | NFL                                |                                    |                                    | 8                                  | 5                                  | 4                                  | 1                                  | non disputati | |                              |
| 1925                               | {{{annof}}}                        | NFL                                |                                    |                                    | 1                                  | 11                                 | 2                                  | 1                                  | non disputati | |                              |
| 1926                               | {{{annof}}}                        | NFL                                |                                    |                                    | 10                                 | 5                                  | 6                                  | 1                                  | non disputati | |                              |
| 1927                               | {{{annof}}}                        | NFL                                |                                    |                                    | 9                                  | 3                                  | 7                                  | 1                                  | non disputati | |                              |
| 1928                               | {{{annof}}}                        | NFL                                |                                    |                                    | 9                                  | 1                                  | 5                                  | 0                                  | non disputati | |                              |
| 1929                               | {{{annof}}}                        | NFL                                |                                    |                                    | 4                                  | 6                                  | 6                                  | 1                                  | non disputati | |                              |
| 1930                               | {{{annof}}}                        | NFL                                |                                    |                                    | 7                                  | 5                                  | 6                                  | 2                                  | non disputati | |                              |
| 1931                               | {{{annof}}}                        | NFL                                |                                    |                                    | 4                                  | 5                                  | 4                                  | 1                                  | non disputati | |                              |
| 1932                               | {{{annof}}}                        | NFL                                |                                    |                                    | 7                                  | 2                                  | 6                                  | 2                                  | non disputati | |                              |
| 1933                               | {{{annof}}}                        | NFL                                | NFL                                | Western                            | 5                                  | 1                                  | 9                                  | 1                                  | non disputati | Inseriti nella NFL Western. |                              |
| 1934                               | {{{annof}}}                        | NFL                                | NFL                                | Western                            | 4                                  | 5                                  | 6                                  | 0                                  | non disputati | |                              |
| 1935                               | {{{annof}}}                        | NFL                                | NFL                                | Western                            | T-3                                | 6                                  | 4                                  | 2                                  | non disputati | |                              |
| 1936                               | {{{annof}}}                        | NFL                                | NFL                                | Western                            | 4                                  | 3                                  | 8                                  | 1                                  | non disputati | |                              |
| 1937                               | {{{annof}}}                        | NFL                                | NFL                                | Western                            | 4                                  | 5                                  | 5                                  | 1                                  | non disputati | |                              |
| 1938                               | {{{annof}}}                        | NFL                                | NFL                                | Western                            | 5                                  | 2                                  | 9                                  | 0                                  | non disputati | |                              |
| 1939                               | {{{annof}}}                        | NFL                                | NFL                                | Western                            | 5                                  | 1                                  | 10                                 | 0                                  | non disputati | |                              |
| 1940                               | {{{annof}}}                        | NFL                                | NFL                                | Western                            | 5                                  | 2                                  | 7                                  | 2                                  | non disputati | |                              |
| 1941                               | {{{annof}}}                        | NFL                                | NFL                                | Western                            | 4                                  | 3                                  | 7                                  | 1                                  | non disputati | |                              |
| 1942                               | {{{annof}}}                        | NFL                                | NFL                                | Western                            | 4                                  | 3                                  | 8                                  | 0                                  | non disputati | |                              |
| 1943                               | {{{annof}}}                        | NFL                                | NFL                                | Western                            | 4                                  | 0                                  | 10                                 | 0                                  | non disputati | |                              |
| 1944                               | {{{annof}}}                        | NFL                                | NFL                                | Western                            | 5                                  | 0                                  | 10                                 | 0                                  | non disputati | A causa della seconda guerra mondiale in questa stagione vennero fusi con i Pittsburgh Steelers e assunsero la denominazione Card-Pitt Combine. |                              |
| 1945                               | {{{annof}}}                        | NFL                                | NFL                                | Western                            | 5                                  | 1                                  | 9                                  | 0                                  | non disputati | Ridiventano Chicago Cardinals. |                              |
| 1946                               | {{{annof}}}                        | NFL                                | NFL                                | Western                            | T-3                                | 6                                  | 5                                  | 0                                  | non disputati | |                              |
| 1947                               | {{{annof}}}                        | NFL                                | NFL                                | Western                            | 1                                  | 9                                  | 3                                  | 0                                  | V NFL Championship contro i Philadelphia Eagles (28-21) | |                              |
| 1948                               | {{{annof}}}                        | NFL                                | NFL                                | Western                            | 1                                  | 11                                 | 1                                  | 0                                  | S NFL Championship contro i Philadelphia Eagles (7-0) | |                              |
| 1949                               | {{{annof}}}                        | NFL                                | NFL                                | Western                            | 3                                  | 6                                  | 5                                  | 1                                  | non disputati | |                              |
| 1950                               | {{{annof}}}                        | NFL                                | American                           |                                    | 5                                  | 5                                  | 7                                  | 0                                  | non disputati | Inseriti nella NFL American. |                              |
| 1951                               | {{{annof}}}                        | NFL                                | American                           |                                    | 6                                  | 3                                  | 9                                  | 0                                  | non disputati | |                              |
| 1952                               | {{{annof}}}                        | NFL                                | American                           |                                    | T-5                                | 4                                  | 8                                  | 0                                  | non disputati | |                              |
| 1953                               | {{{annof}}}                        | NFL                                | Eastern                            |                                    | 6                                  | 1                                  | 10                                 | 1                                  | non disputati | Inseriti nella NFL Eastern. |                              |
| 1954                               | {{{annof}}}                        | NFL                                | Eastern                            |                                    | 6                                  | 2                                  | 10                                 | 0                                  | non disputati | |                              |
| 1955                               | {{{annof}}}                        | NFL                                | Eastern                            |                                    | T-4                                | 4                                  | 7                                  | 1                                  | non disputati | |                              |
| 1956                               | {{{annof}}}                        | NFL                                | Eastern                            |                                    | 2                                  | 7                                  | 5                                  | 0                                  | non disputati | |                              |
| 1957                               | {{{annof}}}                        | NFL                                | Eastern                            |                                    | 6                                  | 3                                  | 9                                  | 0                                  | non disputati | |                              |
| 1958                               | {{{annof}}}                        | NFL                                | Eastern                            |                                    | T-5                                | 2                                  | 9                                  | 1                                  | non disputati | |                              |
| 1959                               | {{{annof}}}                        | NFL                                | Eastern                            |                                    | 6                                  | 2                                  | 10                                 | 0                                  | non disputati | |                              |
| 1960                               | {{{annof}}}                        | NFL                                | Eastern                            |                                    | 4                                  | 56s=5                              | 0                                  | 1                                  | non disputati | Si trasferiscono a Saint Louis diventando St. Louis Cardinals.                                                                                  |                              |
| 1961                               | {{{annof}}}                        | NFL                                | Eastern                            |                                    | 4                                  | 7                                  | 7                                  | 0                                  | non disputati | |                              |
| 1962                               | {{{annof}}}                        | NFL                                | Eastern                            |                                    | 6                                  | 4                                  | 9                                  | 1                                  | non disputati | |                              |
| 1963                               | {{{annof}}}                        | NFL                                | Eastern                            |                                    | 3                                  | 9                                  | 5                                  | 0                                  | non disputati | |                              |
| 1964                               | {{{annof}}}                        | NFL                                | Eastern                            |                                    | 2                                  | 9                                  | 3                                  | 2                                  | non disputati | |                              |
| 1965                               | {{{annof}}}                        | NFL                                | Eastern                            |                                    | T-5                                | 5                                  | 9                                  | 0                                  | non disputati | |                              |
| 1966                               | {{{annof}}}                        | NFL                                | Eastern                            |                                    | 4                                  | 8                                  | 5                                  | 1                                  | non disputati | Viene giocato il 1º Super Bowl. |                              |
| 1967                               | {{{annof}}}                        | NFL                                | Eastern                            | Century                            | 3                                  | 6                                  | 7                                  | 1                                  | non disputati | Inseriti nella Eastern Conference Division Century.                                                                                             |                              |
| 1968                               | {{{annof}}}                        | NFL                                | Eastern                            | Century                            | 2                                  | 9                                  | 4                                  | 1                                  | non disputati | |                              |
| 1969                               | {{{annof}}}                        | NFL                                | Eastern                            | Century                            | 3                                  | 4                                  | 9                                  | 1                                  | non disputati | |                              |
| 1970                               | {{{annof}}}                        | NFL                                | NFC                                | East                               | 3                                  | 8                                  | 5                                  | 1                                  | non disputati | Inseriti nella NFC East a seguito della fusione tra AFL e NFL.                                                                                  |                              |
| 1971                               | {{{annof}}}                        | NFL                                | NFC                                | East                               | 4                                  | 4                                  | 9                                  | 1                                  | non disputati | |                              |
| 1972                               | {{{annof}}}                        | NFL                                | NFC                                | East                               | 4                                  | 4                                  | 9                                  | 1                                  | non disputati | |                              |
| 1973                               | {{{annof}}}                        | NFL                                | NFC                                | East                               | 4                                  | 4                                  | 9                                  | 1                                  | non disputati | |                              |
| 1974                               | {{{annof}}}                        | NFL                                | NFC                                | East                               | 1                                  | 10                                 | 4                                  | 0                                  | S Divisional play-off contro i Minnesota Vikings (30-14) | |                              |
| 1975                               | {{{annof}}}                        | NFL                                | NFC                                | East                               | 1                                  | 11                                 | 3                                  | 0                                  | S Divisional play-off contro i Los Angeles Rams (35-23) | |                              |
| 1976                               | {{{annof}}}                        | NFL                                | NFC                                | East                               | 3                                  | 10                                 | 4                                  | 0                                  | non disputati | |                              |
| 1977                               | {{{annof}}}                        | NFL                                | NFC                                | East                               | 3                                  | 7                                  | 7                                  | 0                                  | non disputati | |                              |
| 1978                               | {{{annof}}}                        | NFL                                | NFC                                | East                               | 4                                  | 6                                  | 10                                 | 0                                  | non disputati | Da questa stagione le partite della stagione regolare diventano 16.                                                                             |                              |
| 1979                               | {{{annof}}}                        | NFL                                | NFC                                | East                               | 5                                  | 5                                  | 11                                 | 0                                  | non disputati | |                              |
| 1980                               | {{{annof}}}                        | NFL                                | NFC                                | East                               | 4                                  | 5                                  | 11)                                | 0                                  | non disputati | |                              |
| 1981                               | {{{annof}}}                        | NFL                                | NFC                                | East                               | 5                                  | 7                                  | 9                                  | 0                                  | non disputati | |                              |
| 1982                               | {{{annof}}}                        | NFL                                | NFC                                |                                    | 6                                  | 5                                  | 4                                  | 0                                  | S First Round contro i Green Bay Packers (41-16) | A causa di uno sciopero nella stagione si disputarono solo 9 partite e non vi furono classifiche di Division.                                   |                              |
| 1983                               | {{{annof}}}                        | NFL                                | NFC                                | East                               | 3                                  | 8                                  | 7                                  | 1                                  | non disputati | |                              |
| 1984                               | {{{annof}}}                        | NFL                                | NFC                                | East                               | 3                                  | 9                                  | 7                                  | 0                                  | non disputati | |                              |
| 1985                               | {{{annof}}}                        | NFL                                | NFC                                | East                               | 5                                  | 5                                  | 11                                 | 0                                  | non disputati | |                              |
| 1986                               | {{{annof}}}                        | NFL                                | NFC                                | East                               | 5                                  | 4                                  | 11                                 | 1                                  | non disputati | |                              |
| 1987                               | {{{annof}}}                        | NFL                                | NFC                                | East                               | 3                                  | 7                                  | 8                                  | 0                                  | non disputati | In questa stagione a causa di uno sciopero hanno giocato una partita in meno.                                                                   |                              |
| 1988                               | {{{annof}}}                        | NFL                                | NFC                                | East                               | 4                                  | 7                                  | 9                                  | 0                                  | non disputati | Si trasferiscono a Phoenix diventando Phoenix Cardinals.                                                                                        |                              |
| 1989                               | {{{annof}}}                        | NFL                                | NFC                                | East                               | 4                                  | 5                                  | 11                                 | 0                                  | non disputati | |                              |
| 1990                               | {{{annof}}}                        | NFL                                | NFC                                | East                               | 5                                  | 5                                  | 11                                 | 0                                  | non disputati | |                              |
| 1991                               | {{{annof}}}                        | NFL                                | NFC                                | East                               | 5                                  | 4                                  | 12                                 | 0                                  | non disputati | |                              |
| 1992                               | {{{annof}}}                        | NFL                                | NFC                                | East                               | 5                                  | 4                                  | 12                                 | 0                                  | non disputati | |                              |
| 1993                               | {{{annof}}}                        | NFL                                | NFC                                | East                               | 4                                  | 7                                  | 9                                  | 0                                  | non disputati | |                              |
| 1994                               | {{{annof}}}                        | NFL                                | NFC                                | East                               | 3                                  | 8                                  | 8                                  | 0                                  | non disputati | Assumono la denominazione di Arizona Cardinals.                                                                                                 |                              |
| 1995                               | {{{annof}}}                        | NFL                                | NFC                                | East                               | 5                                  | 4                                  | 12                                 | 0                                  | non disputati | |                              |
| 1996                               | {{{annof}}}                        | NFL                                | NFC                                | East                               | 4                                  | 7                                  | 9                                  | 0                                  | non disputati | |                              |
| 1997                               | {{{annof}}}                        | NFL                                | NFC                                | East                               | 5                                  | 4                                  | 12                                 | 0                                  | non disputati | |                              |
| 1998                               | {{{annof}}}                        | NFL                                | NFC                                | East                               | 2                                  | 9                                  | 7                                  | 0                                  | V Wild Card Game contro i Dallas Cowboys (20-7) S Divisional play-off contro i Minnesota Vikings (41-21) | |                              |
| 1999                               | {{{annof}}}                        | NFL                                | NFC                                | East                               | 4                                  | 6                                  | 10                                 | 0                                  | non disputati | |                              |
| 2000                               | {{{annof}}}                        | NFL                                | NFC                                | East                               | 5                                  | 3                                  | 13                                 | 0                                  | non disputati | |                              |
| 2001                               | {{{annof}}}                        | NFL                                | NFC                                | East                               | 4                                  | 7                                  | 9                                  | 0                                  | non disputati | |                              |
| 2002                               | {{{annof}}}                        | NFL                                | NFC                                | West                               | 4                                  | 5                                  | 11                                 | 0                                  | non disputati | Inseriti nella NFC West. |                              |
| 2003                               | {{{annof}}}                        | NFL                                | NFC                                | West                               | 4                                  | 4                                  | 12                                 | 0                                  | non disputati | |                              |
| 2004                               | {{{annof}}}                        | NFL                                | NFC                                | West                               | 3                                  | 6                                  | 10                                 | 0                                  | non disputati | |                              |
| 2005                               | {{{annof}}}                        | NFL                                | NFC                                | West                               | 3                                  | 5                                  | 11                                 | 0                                  | non disputati | |                              |
| 2006                               | {{{annof}}}                        | NFL                                | NFC                                | West                               | 4                                  | 5                                  | 11                                 | 0                                  | non disputati | |                              |
| 2007                               | {{{annof}}}                        | NFL                                | NFC                                | West                               | 2                                  | 8                                  | 8                                  | 0                                  | non disputati | |                              |
| 2008                               | {{{annof}}}                        | NFL                                | NFC                                | West                               | 1                                  | 9                                  | 7                                  | 0                                  | V Wild Card Game contro gli Atlanta Falcons (30-24) V Divisional Play-off contro i Carolina Panthers (33-13) V NFC Championship contro i Philadelphia Eagles (32-25) S super Bowl XLIII contro i Pittsburgh Steelers (27-23) | |                              |
| 2009                               | {{{annof}}}                        | NFL                                | NFC                                | West                               | 1                                  | 10                                 | 6                                  | 0                                  | V Wild Card Game contro i Green Bay Packers (51-45) S Divisional Play-off contro i New Orleans Saints (45-14) | |                              |
| 2010                               | {{{annof}}}                        | NFL                                | NFC                                | West                               | 4                                  | 5                                  | 11                                 | 0                                  | non disputati | |                              |
| 2011                               | {{{annof}}}                        | NFL                                | NFC                                | West                               | 2                                  | 8                                  | 8                                  | 0                                  | non disputati | |                              |
| 2012                               | {{{annof}}}                        | NFL                                | NFC                                | West                               | 4                                  | 5                                  | 11                                 | 0                                  | non disputati | |                              |
| 2013                               | {{{annof}}}                        | NFL                                | NFC                                | West                               | 3                                  | 10                                 | 6                                  | 0                                  | non disputati | |                              |
| Totale                             | Totale                             | Totale                             | Totale                             | Totale                             | Totale                             | 506                                | 705                                | 38                                 | Record di stagione regolare | Record di stagione regolare | Record di stagione regolare  |
| Totale                             | Totale                             | Totale                             | Totale                             | Totale                             | Totale                             | 5                                  | 6                                  |                                    | Record dei play-off | Record dei play-off | Record dei play-off          |
| Totale                             | Totale                             | Totale                             | Totale                             | Totale                             | Totale                             | 511                                | 711                                | 38                                 | Stagione regolare e play-off | Stagione regolare e play-off | Stagione regolare e play-off |

Legenda
- Vittoria nel Super Bowl (dal 1966)
- Vittoria nella lega (1920-1969)
- Vittoria nella Conference

- Vittoria nella Division
- Qualificazione al Wild Card Game (dal 1978)
- V = Vittorie

- S = Sconfitte
- P = Pareggi
- T = Posizione a pari merito